# Спарнвауде
Спарнвауде (нід. Spaarnwoude) — село в нідерландській провінції Північна Голландія. Входить до муніципалітету Гарлеммермер.
Його площа становить 0,76 км², а населення станом на 2021 рік складало 100 осіб.
Перша згадка про населений пункт датується першою половиною 11-го сторіччя.

## Галерея

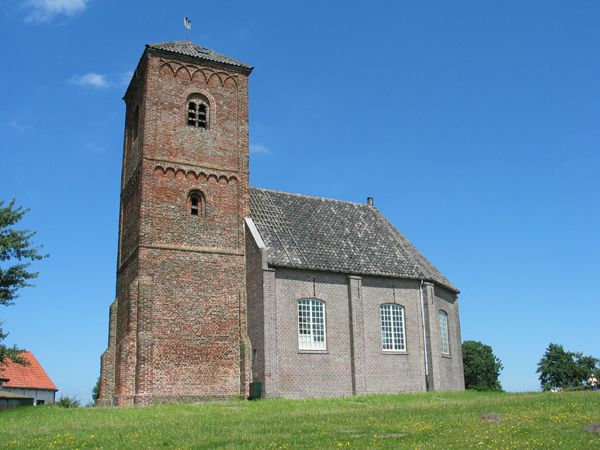
Церква у Спарнвауде
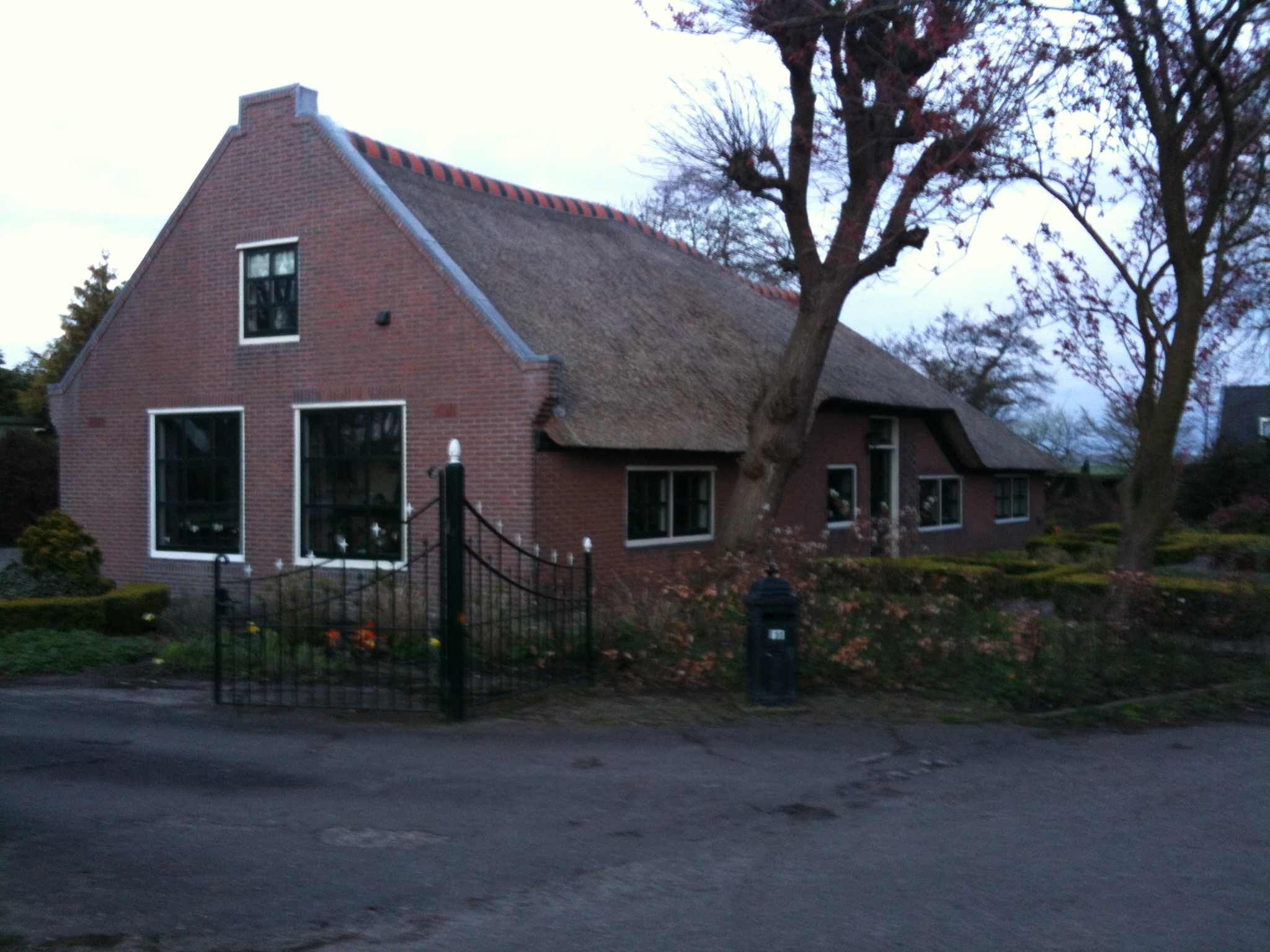
Ферма у Спарнвауде